# 扎布卡 (烏克蘭)
50°49′19″N 25°25′15″E / 50.82194°N 25.42083°E
扎布卡（烏克蘭語：Жабка），是烏克蘭的村落，位於該國西部沃倫州，由盧茨克區負責管轄，始建於1883年，面積0.67平方公里，海拔高度193米，2001年人口239，人口密度每平方公里354.6人。